# Dieu, le diable et Bob
Dieu, le Diable et Bob (God, the Devil and Bob) est une série télévisée d'animation américaine en 13 épisodes de 25 minutes créée par Matthew Carlson dont 4 épisodes ont été diffusés entre le 9 mars 2000 et le 28 mars 2000 sur le réseau NBC.
À la suite de plaintes contre NBC pour des contenus anti-religieux et à des audiences en baisses, la série est annulée après seulement 4 épisodes,. Les épisodes restants furent diffusés 11 ans plus tard sur la chaîne Adult Swim du 8 janvier 2011 au 26 mars 2011.
En France, la série a été diffusée du 25 avril 2001 au 11 mai 2001 sur Canal+.

## Synopsis
La série consiste en l'affrontement de Dieu et du Diable pour le destin de la Terre. Bob Alman, un ouvrier de banlieue de Détroit, buveur invétéré et accro au porno, est choisi par le Diable pour sauver l'humanité.

## Distribution

### Voix originales
- James Garner : Dieu
- Alan Cumming : Le Diable (Lucifer)
- French Stewart : Bob Alman
- Laurie Metcalf : Donna Alman
- Nancy Cartwright : Megan Alman
- Kath Soucie : Andy Alman
- Jeff Doucette : Smeck

### Voix françaises
- Michel Modo : Dieu
- Emmanuel Curtil : Bob Alman
- Gabriel Le Doze : Le Diable
- Brigitte Lecordier : Andy
- Kelly Marot : Megan
- Jérôme Rebbot : Mike
- François Siener : voix additionnelles

## Épisodes
1. Au commencement (In the Beginning)
2. La Fugue d’Andy (Andy Runs Away)
3. Le Premier Rendez-vous (Date from Hell)
4. L’Anniversaire du Diable (The Devil's Birthday)
5. Le Diable au corps (Neighbor's Keeper)
6. Le Chouchou de Dieu (God's Favorite)
7. Souriez (Bob Gets Committed)
8. La Solitude des sommets (Lonely at the Top)
9. Luxe, calme et volupté (Bob Gets Greedy)
10. On voit trop de sexe à la télé (There's Too Much Sex on TV)
11. Le Père de Bob ira-t-il en enfer ou au paradis ? ou Bob et son père (Bob's Father)
12. La Petite Amie de Dieu (God's Girlfriend)
13. Bob milite (Bob Gets Involved)

## DVD
La série est disponible en DVD Zone 1 depuis le 4 janvier 2005 uniquement avec des sous-titres anglais et espagnol et une piste sonore anglaise.